# Campionato mondiale femminile under 18 di pallavolo 2019
Il campionato mondiale femminile under 18 di pallavolo 2019 si è svolto dal 5 al 14 settembre 2019 a Il Cairo e Ismailia, in Egitto: al torneo hanno partecipato venti squadre nazionali under 18 e la vittoria finale è andata per la prima volta agli Stati Uniti.

## Impianti
|                                                                                           |                                                                                               |  |
|                                                                                           |                                                                                               |  |
| Cairo Stadium Indoor Halls Complex Città: Il Cairo Capienza: 20 000 Anno d'apertura: 1991 | Suez Canal Authority Indoor Halls Complex Città: Ismailia Capienza: 11 000 Anno d'apertura: - |  |

## Regolamento

### Formula
La formula ha previsto: 
- Fase a gironi, disputata con girone all'italiana: le prime quattro classificate di ogni girone hanno acceduto alla fase finale per il primo posto, mentre l'ultima classificata di ogni girone ha acceduto al girone per il diciassettimo posto.
- Fase finale, disputata con:
  - Fase finale per il primo posto, giocata con ottavi di finale, quarti di finale, semifinali, finale per il terzo posto e finale; le otto sconfitte agli ottavi di finale hanno acceduto alla fase finale per il nono posto, mentre le quattro sconfitte ai quarti di finale hanno acceduto alla fase finale per il quinto posto.
  - Fase finale per il quinto posto, giocata con semifinali, finale per il settimo posto e finale per il quinto posto.
  - Fase finale per il nono posto, giocata con quarti di finale, semifinali, finale per l'undicesimo posto e finale per il nono posto; le quattro sconfitte ai quarti di finale hanno acceduto alla fase finale per il tredicesimo posto.
  - Fase finale per il tredicesimo posto, giocata con semifinali, finale per il quindicesimo posto e finale per il tredicesimo posto.
  - Girone per il diciassettesimo posto, giocato con girone all'italiana.

### Criteri di classifica
Se il risultato finale è stato di 3-0 o 3-1 sono stati assegnati 3 punti alla squadra vincente e 0 a quella sconfitta, se il risultato finale è stato di 3-2 sono stati assegnati 2 punti alla squadra vincente e 1 a quella sconfitta.
L'ordine del posizionamento in classifica è stato definito in base a:
- Numero di partite vinte;
- Punti;
- Ratio dei set vinti/persi;
- Ratio dei punti realizzati/subiti;
- Risultati degli scontri diretti.

## Squadre partecipanti
| Squadra       | Qualificazione                                      | Ultima partecipazione |
| ------------- | --------------------------------------------------- | --------------------- |
| Argentina     | 1ª al campionato sudamericano under 18 2018         | Argentina 2017        |
| Bielorussia   | 6ª al campionato europeo under 17 2018              | Argentina 2017        |
| Brasile       | 3ª al campionato sudamericano under 18 2018         | Argentina 2017        |
| Bulgaria      | 4ª al campionato europeo under 17 2018              | Portogallo 1991       |
| Camerun       | 1ª ai III Giochi panafricani giovanili              | Debutto               |
| Canada        | 2ª al campionato nordamericano under 18 2018        | Brasile 1989          |
| Cina          | 2ª al campionato asiatico e oceaniano under 17 2019 | Argentina 2017        |
| Corea del Sud | 4ª al campionato asiatico e oceaniano under 17 2019 | Argentina 2017        |
| Egitto        | Paese organizzatore                                 | Perù 2015             |
| Giappone      | 1ª al campionato asiatico e oceaniano under 17 2019 | Argentina 2017        |
| Italia        | 2ª al campionato europeo under 17 2018              | Argentina 2017        |
| Messico       | 3ª alla Coppa panamericana under 18 2019            | Argentina 2017        |
| Perù          | 2ª al campionato sudamericano under 18 2018         | Argentina 2017        |
| Porto Rico    | 2ª alla Coppa panamericana under 18 2019            | Thailandia 2013       |
| RD del Congo  | 2ª ai III Giochi panafricani giovanili              | Debutto               |
| Romania       | 5ª al campionato europeo under 17 2018              | Cecoslovacchia 1993   |
| Russia        | 1ª al campionato europeo under 17 2018              | Argentina 2017        |
| Stati Uniti   | 1ª al campionato nordamericano under 18 2018        | Argentina 2017        |
| Thailandia    | 3ª al campionato asiatico e oceaniano under 17 2019 | Argentina 2017        |
| Turchia       | 3ª al campionato europeo under 17 2018              | Argentina 2017        |

## Torneo

### Fase a gironi
| Girone A   | Girone B      | Girone C    | Girone D     |
| ---------- | ------------- | ----------- | ------------ |
| Brasile    | Canada        | Argentina   | Bulgaria     |
| Camerun    | Corea del Sud | Bielorussia | Giappone     |
| Cina       | Italia        | Romania     | Perù         |
| Egitto     | Messico       | Russia      | RD del Congo |
| Porto Rico | Stati Uniti   | Thailandia  | Turchia      |

#### Girone A

##### Risultati
| 5 settembre 2019 Suez Canal Authority Complex, Ismailia Durata: 1h:06 - Spettatori: 130   | Cina       | 3 - 0 | Camerun    | 25-14, 25-16, 25-12              |
| 5 settembre 2019 Suez Canal Authority Complex, Ismailia Durata: 1h:59 - Spettatori: 1 500 | Egitto     | 3 - 1 | Porto Rico | 26-24, 20-25, 30-28, 25-21       |
| 6 settembre 2019 Suez Canal Authority Complex, Ismailia Durata: 1h:12 - Spettatori: 150   | Porto Rico | 0 - 3 | Brasile    | 12-25, 20-25, 13-25              |
| 6 settembre 2019 Suez Canal Authority Complex, Ismailia Durata: 1h:39 - Spettatori: 300   | Camerun    | 1 - 3 | Egitto     | 14-25, 11-25, 30-28, 11-25       |
| 7 settembre 2019 Suez Canal Authority Complex, Ismailia Durata: 1h:13 - Spettatori: 110   | Brasile    | 3 - 0 | Camerun    | 25-14, 25-20, 25-12              |
| 7 settembre 2019 Suez Canal Authority Complex, Ismailia Durata: 1h:16 - Spettatori: 810   | Egitto     | 0 - 3 | Cina       | 17-25, 20-25, 12-25              |
| 8 settembre 2019 Suez Canal Authority Complex, Ismailia Durata: 1h:16 - Spettatori: 125   | Cina       | 3 - 0 | Brasile    | 25-13, 25-15, 25-23              |
| 8 settembre 2019 Suez Canal Authority Complex, Ismailia Durata: 2h:05 - Spettatori: 95    | Camerun    | 2 - 3 | Porto Rico | 25-19, 26-24, 11-25, 21-25, 9-15 |
| 9 settembre 2019 Suez Canal Authority Complex, Ismailia Durata: 1h:17 - Spettatori: 100   | Porto Rico | 0 - 3 | Cina       | 16-25, 18-25, 18-25              |
| 9 settembre 2019 Suez Canal Authority Complex, Ismailia Durata: 1h:27 - Spettatori: 950   | Brasile    | 3 - 0 | Egitto     | 26-24, 25-16, 25-19              |

##### Classifica
| Pos. | Squadra    | Pt | G | V | P | SV | SP | Ratio | PF  | PS  | Ratio |
| ---- | ---------- | -- | - | - | - | -- | -- | ----- | --- | --- | ----- |
| 1.   | Cina       | 12 | 4 | 4 | 0 | 12 | 0  | MAX   | 300 | 194 | 1,546 |
| 2.   | Brasile    | 9  | 4 | 3 | 1 | 9  | 3  | 3,000 | 277 | 225 | 1,231 |
| 3.   | Egitto     | 6  | 4 | 2 | 2 | 6  | 8  | 0,750 | 312 | 315 | 0,990 |
| 4.   | Porto Rico | 2  | 4 | 1 | 3 | 2  | 11 | 0,363 | 303 | 343 | 0,883 |
| 5.   | Camerun    | 1  | 4 | 0 | 4 | 1  | 12 | 0,250 | 246 | 361 | 0,681 |

      Qualificata agli ottavi di finale per il primo posto.
      Qualificata al girone per il diciassettesimo posto.

#### Girone B

##### Risultati
| 5 settembre 2019 Suez Canal Authority Complex, Ismailia Durata: 1h:52 - Spettatori: 150 | Corea del Sud | 1 - 3 | Canada        | 25-19, 23-25, 20-25, 22-25        |
| 5 settembre 2019 Suez Canal Authority Complex, Ismailia Durata: 1h:14 - Spettatori: 150 | Stati Uniti   | 3 - 0 | Messico       | 25-21, 25-21, 25-16               |
| 6 settembre 2019 Suez Canal Authority Complex, Ismailia Durata: 2h:12 - Spettatori: 120 | Italia        | 3 - 2 | Stati Uniti   | 20-25, 21-25, 25-22, 25-23, 15-13 |
| 6 settembre 2019 Suez Canal Authority Complex, Ismailia Durata: 1h:51 - Spettatori: 110 | Corea del Sud | 3 - 1 | Messico       | 23-25, 25-22, 25-19, 25-23        |
| 7 settembre 2019 Suez Canal Authority Complex, Ismailia Durata: 2h:01 - Spettatori: 110 | Canada        | 3 - 2 | Messico       | 15-25, 22-25, 25-18, 25-15, 15-11 |
| 7 settembre 2019 Suez Canal Authority Complex, Ismailia Durata: 1h:09 - Spettatori: 125 | Italia        | 3 - 0 | Corea del Sud | 25-15, 25-14, 25-20               |
| 8 settembre 2019 Suez Canal Authority Complex, Ismailia Durata: 1h:05 - Spettatori: 125 | Stati Uniti   | 3 - 0 | Corea del Sud | 25-11, 25-17, 25-13               |
| 8 settembre 2019 Suez Canal Authority Complex, Ismailia Durata: 1h:08 - Spettatori: 255 | Italia        | 3 - 0 | Canada        | 25-20, 25-7, 25-19                |
| 9 settembre 2019 Suez Canal Authority Complex, Ismailia Durata: 1h:59 - Spettatori: 120 | Italia        | 3 - 2 | Messico       | 25-15, 21-25, 22-25, 25-20, 15-12 |
| 9 settembre 2019 Suez Canal Authority Complex, Ismailia Durata: 1h:01 - Spettatori: 165 | Stati Uniti   | 3 - 0 | Canada        | 25-10, 25-13, 25-16               |

##### Classifica
| Pos. | Squadra       | Pt | G | V | P | SV | SP | Ratio | PF  | PS  | Ratio |
| ---- | ------------- | -- | - | - | - | -- | -- | ----- | --- | --- | ----- |
| 1.   | Italia        | 10 | 4 | 4 | 0 | 12 | 4  | 3,000 | 364 | 300 | 1,213 |
| 2.   | Stati Uniti   | 10 | 4 | 3 | 1 | 11 | 3  | 3,666 | 333 | 244 | 1,364 |
| 3.   | Canada        | 5  | 4 | 2 | 2 | 6  | 9  | 0,666 | 281 | 334 | 0,841 |
| 4.   | Corea del Sud | 3  | 4 | 1 | 3 | 4  | 10 | 0,400 | 278 | 333 | 0,834 |
| 5.   | Messico       | 2  | 4 | 0 | 4 | 5  | 12 | 0,416 | 338 | 383 | 0,882 |

      Qualificata agli ottavi di finale per il primo posto.
      Qualificata al girone per il diciassettesimo posto.

#### Girone C

##### Risultati
| 5 settembre 2019 Cairo Stadium Complex, Il Cairo Durata: 2h:02 - Spettatori: 248 | Bielorussia | 3 - 2 | Thailandia  | 19-25, 28-26, 20-25, 25-22, 15-11 |
| 5 settembre 2019 Cairo Stadium Complex, Il Cairo Durata: 1h:17 - Spettatori: 68  | Argentina   | 0 - 3 | Romania     | 17-25, 21-25, 23-25               |
| 6 settembre 2019 Cairo Stadium Complex, Il Cairo Durata: 1h:12 - Spettatori: 200 | Russia      | 3 - 0 | Argentina   | 25-19, 25-17, 25-16               |
| 6 settembre 2019 Cairo Stadium Complex, Il Cairo Durata: 1h:41 - Spettatori: 260 | Bielorussia | 1 - 3 | Romania     | 25-23, 10-25, 21-25, 22-25        |
| 7 settembre 2019 Cairo Stadium Complex, Il Cairo Durata: 1h:07 - Spettatori: 220 | Russia      | 3 - 0 | Bielorussia | 25-17, 25-14, 25-15               |
| 7 settembre 2019 Cairo Stadium Complex, Il Cairo Durata: 1h:46 - Spettatori: 450 | Thailandia  | 3 - 1 | Romania     | 27-25, 22-25, 25-17, 25-17        |
| 8 settembre 2019 Cairo Stadium Complex, Il Cairo Durata: 1h:49 - Spettatori: 150 | Argentina   | 3 - 2 | Bielorussia | 23-25, 25-18, 25-16, 12-25, 15-10 |
| 8 settembre 2019 Cairo Stadium Complex, Il Cairo Durata: 1h:40 - Spettatori: 450 | Russia      | 3 - 1 | Thailandia  | 22-25, 25-23, 25-9, 25-18         |
| 9 settembre 2019 Cairo Stadium Complex, Il Cairo Durata: 1h:09 - Spettatori: 620 | Argentina   | 3 - 0 | Thailandia  | 25-13, 25-22, 25-15               |
| 9 settembre 2019 Cairo Stadium Complex, Il Cairo Durata: 2h:07 - Spettatori: 200 | Russia      | 3 - 2 | Romania     | 25-7, 24-26, 22-25, 25-20, 15-13  |

##### Classifica
| Pos. | Squadra     | Pt | G | V | P | SV | SP | Ratio | PF  | PS  | Ratio |
| ---- | ----------- | -- | - | - | - | -- | -- | ----- | --- | --- | ----- |
| 1.   | Russia      | 11 | 4 | 4 | 0 | 12 | 3  | 4,000 | 358 | 264 | 1,356 |
| 2.   | Romania     | 7  | 4 | 2 | 2 | 9  | 7  | 1,285 | 348 | 349 | 0,997 |
| 3.   | Argentina   | 5  | 4 | 2 | 2 | 6  | 8  | 0,750 | 288 | 294 | 0,979 |
| 4.   | Thailandia  | 4  | 4 | 1 | 3 | 6  | 10 | 0,600 | 333 | 363 | 0,917 |
| 5.   | Bielorussia | 3  | 4 | 1 | 3 | 6  | 11 | 0,545 | 325 | 382 | 0,850 |

      Qualificata agli ottavi di finale per il primo posto.
      Qualificata al girone per il diciassettesimo posto.

#### Girone D

##### Risultati
| 5 settembre 2019 Cairo Stadium Complex, Il Cairo Durata: 2h:03 - Spettatori: 100 | Perù     | 2 - 3 | Bulgaria     | 23-25, 25-17, 25-23, 19-25, 17-19 |
| 5 settembre 2019 Cairo Stadium Complex, Il Cairo Durata: 1h:03 - Spettatori: 106 | Giappone | 3 - 0 | RD del Congo | 25-11, 25-15, 25-9                |
| 6 settembre 2019 Cairo Stadium Complex, Il Cairo Durata: 1h:56 - Spettatori: 300 | Turchia  | 2 - 3 | Giappone     | 25-23, 28-26, 12-25, 23-25, 9-15  |
| 6 settembre 2019 Cairo Stadium Complex, Il Cairo Durata: 1h:06 - Spettatori: 350 | Perù     | 3 - 0 | RD del Congo | 25-21, 25-14, 25-10               |
| 7 settembre 2019 Cairo Stadium Complex, Il Cairo Durata: 1h:07 - Spettatori: 150 | Bulgaria | 3 - 0 | RD del Congo | 25-17, 25-17, 25-12               |
| 7 settembre 2019 Cairo Stadium Complex, Il Cairo Durata: 1h:08 - Spettatori: 150 | Turchia  | 0 - 3 | Perù         | 18-25, 16-25, 16-25               |
| 8 settembre 2019 Cairo Stadium Complex, Il Cairo Durata: 1h:54 - Spettatori: 120 | Giappone | 3 - 1 | Perù         | 25-22, 28-26, 24-26, 25-15        |
| 8 settembre 2019 Cairo Stadium Complex, Il Cairo Durata: 1h:40 - Spettatori: 80  | Turchia  | 3 - 1 | Bulgaria     | 25-20, 25-23, 23-25, 25-13        |
| 9 settembre 2019 Cairo Stadium Complex, Il Cairo Durata: 0h:55 - Spettatori: 90  | Turchia  | 3 - 0 | RD del Congo | 25-9, 25-9, 25-14                 |
| 9 settembre 2019 Cairo Stadium Complex, Il Cairo Durata: 1h:36 - Spettatori: 150 | Giappone | 3 - 1 | Bulgaria     | 25-23, 20-25, 25-8                |

##### Classifica
| Pos. | Squadra      | Pt | G | V | P | SV | SP | Ratio | PF  | PS  | Ratio |
| ---- | ------------ | -- | - | - | - | -- | -- | ----- | --- | --- | ----- |
| 1.   | Giappone     | 11 | 4 | 4 | 0 | 12 | 4  | 3,000 | 386 | 297 | 1,299 |
| 2.   | Perù         | 7  | 4 | 2 | 2 | 9  | 6  | 1,500 | 348 | 306 | 1,137 |
| 3.   | Turchia      | 7  | 4 | 2 | 2 | 8  | 7  | 1,142 | 320 | 302 | 1,059 |
| 4.   | Bulgaria     | 5  | 4 | 2 | 2 | 8  | 8  | 1,000 | 341 | 348 | 0,979 |
| 5.   | RD del Congo | 0  | 4 | 0 | 4 | 0  | 12 | 0,000 | 158 | 300 | 0,526 |

      Qualificata agli ottavi di finale per il primo posto.
      Qualificata al girone per il diciassettesimo posto.

### Fase finale

#### Finali 1º e 3º posto
|  | Ottavi di finale | Ottavi di finale | Ottavi di finale |  |  | Quarti di finale | Quarti di finale | Quarti di finale |  |    | Semifinali | Semifinali  | Semifinali |    |                 | Finale          | Finale          | Finale |
|  |                  |                  |                  |  |  |                  |                  |                  |  |    |            |             |            |    |                 |                 |                 |        |
|  | 2A               | Brasile          | 3                |  |  |                  |                  |                  |  |    |            |             |            |    |                 |                 |                 |        |
|  | 2A               | Brasile          | 3                |  |  |                  |                  |                  |  |    |            |             |            |    |                 |                 |                 |        |
|  | 3B               | Canada           | 0                |  |  | 2A               | Brasile          | 3                |  |    |            |             |            |    |                 |                 |                 |        |
|  | 3B               | Canada           | 0                |  |  | 2A               | Brasile          | 3                |  |    |            |             |            |    |                 |                 |                 |        |
|  | 1C               | Russia           | 3                |  |  | 1C               | Russia           | 2                |  |    |            |             |            |    |                 |                 |                 |        |
|  | 1C               | Russia           | 3                |  |  | 1C               | Russia           | 2                |  |    |            |             |            |    |                 |                 |                 |        |
|  | 4D               | Bulgaria         | 1                |  |  |                  |                  |                  |  | 2A | Brasile    | 0           |            |    |                 |                 |                 |        |
|  | 4D               | Bulgaria         | 1                |  |  |                  |                  |                  |  | 2A | Brasile    | 0           |            |    |                 |                 |                 |        |
|  | 2B               | Stati Uniti      | 3                |  |  |                  |                  |                  |  |    | 2B         | Stati Uniti | 3          |    |                 |                 |                 |        |
|  | 2B               | Stati Uniti      | 3                |  |  |                  |                  |                  |  |    | 2B         | Stati Uniti | 3          |    |                 |                 |                 |        |
|  | 3A               | Egitto           | 0                |  |  | 2B               | Stati Uniti      | 3                |  |    |            |             |            |    |                 |                 |                 |        |
|  | 3A               | Egitto           | 0                |  |  |                  |                  | 3                |  |    |            |             |            |    |                 |                 |                 |        |
|  | 1D               | Giappone         | 3                |  |  | 1D               | Giappone         | 1                |  |    |            |             |            |    |                 |                 |                 |        |
|  | 1D               | Giappone         | 3                |  |  |                  |                  |                  |  |    |            |             |            |    |                 |                 |                 |        |
|  | 4C               | Thailandia       | 0                |  |  |                  |                  |                  |  |    |            |             |            |    | 2B              | Stati Uniti     | 3               |        |
|  | 4C               | Thailandia       | 0                |  |  |                  |                  |                  |  |    |            |             |            |    | 2B              | Stati Uniti     | 3               |        |
|  | 1A               | Cina             | 3                |  |  |                  |                  |                  |  |    |            |             |            |    |                 | 1B              | Italia          | 2      |
|  | 1A               | Cina             | 3                |  |  |                  |                  |                  |  |    |            |             |            |    |                 | 1B              | Italia          | 2      |
|  | 4B               | Corea del Sud    | 0                |  |  | 1A               | Cina             | 3                |  |    |            |             |            |    |                 |                 |                 |        |
|  | 4B               | Corea del Sud    | 0                |  |  |                  |                  |                  |  |    |            |             |            |    |                 |                 |                 |        |
|  | 2C               | Romania          | 3                |  |  | 2C               | Romania          | 0                |  |    |            |             |            |    | Finale 3° posto | Finale 3° posto | Finale 3° posto |        |
|  | 2C               | Romania          | 3                |  |  |                  |                  | 0                |  |    |            |             |            |    |                 |                 |                 |        |
|  | 3D               | Turchia          | 0                |  |  |                  |                  |                  |  | 1A | Cina       | 2           |            | 2A | Brasile         | 3               |                 |        |
|  | 3D               | Turchia          | 0                |  |  |                  |                  |                  |  | 1A | Cina       | 2           |            | 2A | Brasile         | 3               |                 |        |
|  | 1B               | Italia           | 3                |  |  |                  |                  |                  |  |    | 1B         | Italia      | 3          |    |                 | 1A              | Cina            | 1      |
|  | 1B               | Italia           | 3                |  |  |                  |                  |                  |  |    | 1B         | Italia      | 3          |    |                 | 1A              | Cina            | 1      |
|  | 4A               | Porto Rico       | 0                |  |  | 1B               | Italia           | 3                |  |    |            |             |            |    |                 |                 |                 |        |
|  | 4A               | Porto Rico       | 0                |  |  | 1B               | Italia           | 3                |  |    |            |             |            |    |                 |                 |                 |        |
|  | 2D               | Perù             | 3                |  |  | 2D               | Perù             | 0                |  |    |            |             |            |    |                 |                 |                 |        |
|  | 2D               | Perù             | 3                |  |  | 2D               | Perù             | 0                |  |    |            |             |            |    |                 |                 |                 |        |
|  | 3C               | Argentina        | 1                |  |  |                  |                  |                  |  |    |            |             |            |    |                 |                 |                 |        |
|  | 3C               | Argentina        | 1                |  |  |                  |                  |                  |  |    |            |             |            |    |                 |                 |                 |        |

##### Ottavi di finale
| 10 settembre 2019 Suez Canal Authority Complex, Ismailia Durata: 1h:14 - Spettatori: 80  | Italia      | 3 - 0 | Porto Rico    | 25-12, 25-18, 25-21        |
| 10 settembre 2019 Cairo Stadium Complex, Il Cairo Durata: 1h:44 - Spettatori: 120        | Perù        | 3 - 1 | Argentina     | 16-25, 25-15, 25-22, 26-24 |
| 10 settembre 2019 Suez Canal Authority Complex, Ismailia Durata: 1h:13 - Spettatori: 675 | Stati Uniti | 3 - 0 | Egitto        | 25-13, 27-25, 25-17        |
| 10 settembre 2019 Cairo Stadium Complex, Il Cairo Durata: 1h:14 - Spettatori: 400        | Giappone    | 3 - 0 | Thailandia    | 25-19, 25-18, 25-19        |
| 10 settembre 2019 Suez Canal Authority Complex, Ismailia Durata: 1h:21 - Spettatori: 200 | Brasile     | 3 - 0 | Canada        | 25-21, 25-18, 25-19        |
| 10 settembre 2019 Cairo Stadium Complex, Il Cairo Durata: 1h:33 - Spettatori: 110        | Russia      | 3 - 1 | Bulgaria      | 25-17, 25-20, 15-25, 25-16 |
| 10 settembre 2019 Suez Canal Authority Complex, Ismailia Durata: 1h:26 - Spettatori: 100 | Cina        | 3 - 0 | Corea del Sud | 27-25, 27-25, 26-24        |
| 10 settembre 2019 Cairo Stadium Complex, Il Cairo Durata: 1h:08 - Spettatori: 100        | Romania     | 3 - 0 | Turchia       | 25-18, 25-16, 25-20        |

##### Quarti di finale
| 12 settembre 2019 Suez Canal Authority Complex, Ismailia Durata: 1h:22 - Spettatori: 100 | Cina        | 3 - 0 | Romania  | 25-17, 30-28, 25-19              |
| 12 settembre 2019 Suez Canal Authority Complex, Ismailia Durata: 1h:57 - Spettatori: 350 | Brasile     | 3 - 2 | Russia   | 21-25, 17-25, 25-19, 25-17, 15-9 |
| 12 settembre 2019 Suez Canal Authority Complex, Ismailia Durata: 1h:33 - Spettatori: 150 | Stati Uniti | 3 - 1 | Giappone | 17-25, 25-13, 25-19, 25-20       |
| 12 settembre 2019 Suez Canal Authority Complex, Ismailia Durata: 1h:10 - Spettatori: 190 | Italia      | 3 - 0 | Perù     | 25-19, 25-10, 25-18              |

##### Semifinali
| 13 settembre 2019 Suez Canal Authority Complex, Ismailia Durata: 1h:14 - Spettatori: 450 | Brasile | 0 - 3 | Stati Uniti | 18-25, 18-25, 14-25               |
| 13 settembre 2019 Suez Canal Authority Complex, Ismailia Durata: 2h:04 - Spettatori: 500 | Cina    | 3 - 2 | Italia      | 25-22, 25-19, 19-25, 19-25, 10-15 |

##### Finale 3º posto
| 14 settembre 2019 Suez Canal Authority Complex, Ismailia Durata: 1h:52 - Spettatori: 700 | Brasile | 3 - 1 | Cina | 25-18, 25-18, 22-25, 27-25 |

##### Finale 1º posto
| 14 settembre 2019 Suez Canal Authority Complex, Ismailia Durata: 1h:59 - Spettatori: 1 850 | Stati Uniti | 3 - 2 | Italia | 25-17, 19-25, 25-18, 22-25, 15-10 |

#### Finali 5º e 7º posto
|  | Semifinali | Semifinali | Semifinali |                 |    | Finale 5º posto | Finale 5º posto | Finale 5º posto |
|  |            |            |            |                 |    |                 |                 |                 |
|  | 1C         | Russia     | 1          |                 |    |                 |                 |                 |
|  | 1C         | Russia     | 1          |                 |    |                 |                 |                 |
|  | 1D         | Giappone   | 3          |                 |    |                 |                 |                 |
|  | 1D         | Giappone   | 3          |                 | 1D | Giappone        | 3               |                 |
|  |            |            |            |                 | 1D | Giappone        | 3               |                 |
|  |            |            |            |                 |    | 2C              | Romania         | 0               |
|  | 2C         | Romania    | 3          |                 |    | 2C              | Romania         | 0               |
|  | 2C         | Romania    | 3          |                 |    |                 |                 |                 |
|  | 2D         | Perù       | 0          |                 |    |                 |                 |                 |
|  | 2D         | Perù       | 0          | Finale 7º posto |    |                 |                 |                 |
|  |            |            |            |                 |    |                 |                 |                 |
|  |            |            |            |                 |    | 1C              | Russia          | 3               |
|  |            |            |            |                 |    | 1C              | Russia          | 3               |
|  |            |            |            |                 |    | 2D              | Perù            | 0               |

##### Semifinali
| 13 settembre 2019 Suez Canal Authority Complex, Ismailia Durata: 1h:48 - Spettatori: 90 | Russia  | 1 - 3 | Giappone | 25-27, 25-23, 17-25, 23-25 |
| 13 settembre 2019 Suez Canal Authority Complex, Ismailia Durata: 1h:16 - Spettatori: 80 | Romania | 3 - 0 | Perù     | 25-20, 25-21, 25-17        |

##### Finale 7º posto
| 14 settembre 2019 Suez Canal Authority Complex, Ismailia Durata: 1h:08 - Spettatori: 90 | Russia | 3 - 0 | Perù | 25-12, 25-16, 25-15 |

##### Finale 5º posto
| 14 settembre 2019 Suez Canal Authority Complex, Ismailia Durata: 1h:11 - Spettatori: 110 | Giappone | 3 - 0 | Romania | 25-23, 25-23, 25-15 |

#### Finali 9º e 11º posto
|  | Quarti di finale | Quarti di finale | Quarti di finale |  |    | Semifinali | Semifinali | Semifinali |                  |                  | Finale 9º posto  | Finale 9º posto | Finale 9º posto |
|  |                  |                  |                  |  |    |            |            |            |                  |                  |                  |                 |                 |
|  | 3B               | Canada           | 1                |  |    |            |            |            |                  |                  |                  |                 |                 |
|  | 3B               | Canada           | 1                |  |    |            |            |            |                  |                  |                  |                 |                 |
|  | 4D               | Bulgaria         | 3                |  |    |            |            |            |                  |                  |                  |                 |                 |
|  | 4D               | Bulgaria         | 3                |  | 4D | Bulgaria   | 1          |            |                  |                  |                  |                 |                 |
|  |                  |                  |                  |  | 4D | Bulgaria   | 1          |            |                  |                  |                  |                 |                 |
|  |                  |                  |                  |  |    | 3A         | Egitto     | 3          |                  |                  |                  |                 |                 |
|  | 3A               | Egitto           | 3                |  |    | 3A         | Egitto     | 3          |                  |                  |                  |                 |                 |
|  | 3A               | Egitto           | 3                |  |    |            |            |            |                  |                  |                  |                 |                 |
|  | 4C               | Thailandia       | 2                |  |    |            |            |            |                  |                  |                  |                 |                 |
|  | 4C               | Thailandia       | 2                |  |    |            |            |            |                  | 3A               | Egitto           | 0               |                 |
|  |                  |                  |                  |  |    |            |            |            |                  | 3A               | Egitto           | 0               |                 |
|  |                  |                  |                  |  |    |            |            |            |                  |                  | 3D               | Turchia         | 3               |
|  | 4B               | Corea del Sud    | 1                |  |    |            |            |            |                  |                  | 3D               | Turchia         | 3               |
|  | 4B               | Corea del Sud    | 1                |  |    |            |            |            |                  |                  |                  |                 |                 |
|  | 3D               | Turchia          | 3                |  |    |            |            |            |                  |                  |                  |                 |                 |
|  | 3D               | Turchia          | 3                |  | 3D | Turchia    | 3          |            | Finale 11º posto | Finale 11º posto | Finale 11º posto |                 |                 |
|  |                  |                  |                  |  | 3D | Turchia    | 3          |            |                  |                  |                  |                 |                 |
|  |                  |                  |                  |  |    | 3C         | Argentina  | 2          |                  |                  | 4D               | Bulgaria        | 3               |
|  | 4A               | Porto Rico       | 1                |  |    |            | Argentina  | 2          |                  |                  | 4D               | Bulgaria        | 3               |
|  | 4A               | Porto Rico       | 1                |  |    |            |            |            |                  | 3C               | Argentina        | 0               |                 |
|  | 3C               | Argentina        | 3                |  |    |            |            |            |                  |                  | Argentina        | 0               |                 |
|  | 3C               | Argentina        | 3                |  |    |            |            |            |                  |                  |                  |                 |                 |

##### Quarti di finale
| 12 settembre 2019 Cairo Stadium Complex, Il Cairo Durata: 1h:30 - Spettatori: 90    | Corea del Sud | 1 - 3 | Turchia    | 25-22, 17-25, 14-25, 11-25        |
| 12 settembre 2019 Cairo Stadium Complex, Il Cairo Durata: 1h:32 - Spettatori: 150   | Canada        | 1 - 3 | Bulgaria   | 17-25, 26-24, 16-25, 23-25        |
| 12 settembre 2019 Cairo Stadium Complex, Il Cairo Durata: 2h:05 - Spettatori: 2 000 | Egitto        | 3 - 2 | Thailandia | 25-21, 25-23, 17-25, 22-25, 18-16 |
| 12 settembre 2019 Cairo Stadium Complex, Il Cairo Durata: 1h:33 - Spettatori: 120   | Porto Rico    | 1 - 3 | Argentina  | 10-25, 17-25, 25-22, 15-25        |

##### Semifinali
| 13 settembre 2019 Cairo Stadium Complex, Il Cairo Durata: 1h:36 - Spettatori: 1 500 | Bulgaria | 1 - 3 | Egitto    | 23-25, 25-21, 15-25, 20-25        |
| 13 settembre 2019 Cairo Stadium Complex, Il Cairo Durata: 2h:00 - Spettatori: 350   | Turchia  | 3 - 2 | Argentina | 15-25, 22-25, 25-19, 25-21, 15-12 |

##### Finale 11º posto
| 14 settembre 2019 Cairo Stadium Complex, Il Cairo Durata: 1h:16 - Spettatori: 85 | Bulgaria | 3 - 0 | Argentina | 26-24, 25-17, 25-13 |

##### Finale 9º posto
| 14 settembre 2019 Cairo Stadium Complex, Il Cairo Durata: 1h:13 - Spettatori: 600 | Egitto | 0 - 3 | Turchia | 19-25, 22-25, 18-25 |

#### Finali 13º e 15º posto
|  | Semifinali | Semifinali    | Semifinali |                  |    | Finale 13º posto | Finale 13º posto | Finale 13º posto |
|  |            |               |            |                  |    |                  |                  |                  |
|  | 4B         | Corea del Sud | 3          |                  |    |                  |                  |                  |
|  | 4B         | Corea del Sud | 3          |                  |    |                  |                  |                  |
|  | 4A         | Porto Rico    | 1          |                  |    |                  |                  |                  |
|  | 4A         | Porto Rico    | 1          |                  | 4B | Corea del Sud    | 3                |                  |
|  |            |               |            |                  | 4B | Corea del Sud    | 3                |                  |
|  |            |               |            |                  |    | 3B               | Canada           | 2                |
|  | 3B         | Canada        | 3          |                  |    | 3B               | Canada           | 2                |
|  | 3B         | Canada        | 3          |                  |    |                  |                  |                  |
|  | 4C         | Thailandia    | 2          |                  |    |                  |                  |                  |
|  | 4C         | Thailandia    | 2          | Finale 15º posto |    |                  |                  |                  |
|  |            |               |            |                  |    |                  |                  |                  |
|  |            |               |            |                  |    | 4A               | Porto Rico       | 1                |
|  |            |               |            |                  |    | 4A               | Porto Rico       | 1                |
|  |            |               |            |                  |    | 4C               | Thailandia       | 3                |

##### Semifinali
| 13 settembre 2019 Cairo Stadium Complex, Il Cairo Durata: 1h:51 - Spettatori: 110 | Canada        | 3 - 2 | Thailandia | 9-25, 25-23, 25-22, 20-25, 15-10 |
| 13 settembre 2019 Cairo Stadium Complex, Il Cairo Durata: 1h:40 - Spettatori: 85  | Corea del Sud | 3 - 1 | Porto Rico | 25-15, 21-25, 25-16, 26-24       |

##### Finale 15º posto
| 14 settembre 2019 Cairo Stadium Complex, Il Cairo Durata: 1h:49 - Spettatori: 300 | Porto Rico | 1 - 3 | Thailandia | 25-20, 20-25, 24-26, 22-25 |

##### Finale 13º posto
| 14 settembre 2019 Cairo Stadium Complex, Il Cairo Durata: 1h:45 - Spettatori: 225 | Corea del Sud | 3 - 2 | Canada | 11-25, 21-25, 25-21, 25-22, 15-10 |

#### Girone 17º posto

##### Risultati
| 10 settembre 2019 Suez Canal Authority Complex, Ismailia Durata: 1h:11 - Spettatori: 65 | Camerun     | 0 - 3 | Messico      | 13-25, 12-25, 20-25        |
| 10 settembre 2019 Cairo Stadium Complex, Il Cairo Durata: 1h:02 - Spettatori: 50        | Bielorussia | 3 - 0 | RD del Congo | 25-11, 25-7, 25-20         |
| 12 settembre 2019 Cairo Stadium Complex, Il Cairo Durata: 1h:27 - Spettatori: 48        | Camerun     | 3 - 0 | RD del Congo | 27-25, 25-20, 25-23        |
| 12 settembre 2019 Cairo Stadium Complex, Il Cairo Durata: 1h:50 - Spettatori: 76        | Messico     | 1 - 3 | Bielorussia  | 25-27, 25-22, 25-27, 23-25 |
| 13 settembre 2019 Cairo Stadium Complex, Il Cairo Durata: 1h:02 - Spettatori: 120       | Messico     | 3 - 0 | RD del Congo | 25-8, 25-17, 25-20         |
| 13 settembre 2019 Cairo Stadium Complex, Il Cairo Durata: 1h:01 - Spettatori: 50        | Camerun     | 0 - 3 | Bielorussia  | 8-25, 18-25, 12-25         |

##### Classifica
| Pos. | Squadra      | Pt | G | V | P | SV | SP | Ratio | PF  | PS  | Ratio |
| ---- | ------------ | -- | - | - | - | -- | -- | ----- | --- | --- | ----- |
| 1.   | Bielorussia  | 9  | 3 | 3 | 0 | 9  | 1  | 9,000 | 251 | 174 | 1,442 |
| 2.   | Messico      | 6  | 3 | 2 | 1 | 7  | 3  | 2,333 | 248 | 191 | 1,298 |
| 3.   | Camerun      | 3  | 3 | 1 | 2 | 3  | 6  | 0,500 | 160 | 218 | 0,733 |
| 4.   | RD del Congo | 0  | 3 | 0 | 3 | 0  | 9  | 0,000 | 151 | 227 | 0,665 |

## Classifica finale
| Pos     | Squadra       | Rosa |
| ------- | ------------- | --- |
| Oro     | Stati Uniti   | Formazione: 1 Rodriguez, 3 Oglivie, 4 Taylor, 5 Jacobs, 6 Miner, 7 Orr, 11 Mruzik, 12 Crawford, 13 Robinson, 14 Londot, 17 Krause, 20 Booth, CT: Stone                    |
| Argento | Italia        | Formazione: 2 Marconato, 3 Guiducci, 4 Graziani, 5 Armini, 6 Bolzonetti, 7 Nwakalor, 8 Gardini, 9 Monza, 12 Malual, 15 Omoruyi, 17 Nervini, 19 Frosini, CT: Mencarelli    |
| Bronzo  | Brasile       | Formazione: 1 I. da Silva, 2 M. da Silva, 3 Lopes, 5 Morete, 7 de Souza, 8 Lima, 10 Kudiess, 11 Carvalhaes, 12 dos Santos, 16 K. da Silva, 18 Rüdiger, 20 Moura, CT: Dias |
| 4.      | Cina          | |
| 5.      | Giappone      | |
| 6.      | Romania       | |
| 7.      | Russia        | |
| 8.      | Perù          | |
| 9.      | Turchia       | |
| 10.     | Egitto        | |
| 11.     | Bulgaria      | |
| 12.     | Argentina     | |
| 13.     | Corea del Sud | |
| 14.     | Canada        | |
| 15.     | Thailandia    | |
| 16.     | Porto Rico    | |
| 17.     | Bielorussia   | |
| 18.     | Messico       | |
| 19.     | Camerun       | |
| 20.     | RD del Congo  | |

## Premi individuali
| Premio                 | Nome                  | Squadra     |
| ---------------------- | --------------------- | ----------- |
| MVP                    | Jessica Mruzik        | Stati Uniti |
| Miglior palleggiatrice | Kennedi Orr           | Stati Uniti |
| Miglior opposto        | Giorgia Frosini       | Italia      |
| Miglior schiacciatrice | Ana Cristina de Souza | Brasile     |
| Miglior schiacciatrice | Loveth Omoruyi        | Italia      |
| Miglior centrale       | Devyn Robinson        | Stati Uniti |
| Miglior centrale       | Emma Graziani         | Italia      |
| Miglior libero         | Zhu Xingchen          | Cina        |

## Statistiche
| Rendimento individuale | Rendimento individuale | Rendimento individuale | Rendimento individuale |
| Pos.                   | Nome                   | Punti                  | Squadra                |
| ---------------------- | ---------------------- | ---------------------- | ---------------------- |
| 1                      | Marija Jordanova       | 135                    | Bulgaria               |
| 2                      | Alexia Căruțașu        | 128                    | Romania                |
| 3                      | Wu Mengjie             | 124                    | Cina                   |
| 3                      | Sofia Victoria         | 124                    | Porto Rico             |
| 5                      | Ana Cristina de Souza  | 123                    | Brasile                |
| 6                      | Yoshino Nishikawa      | 117                    | Giappone               |
| 7                      | Bianca Cugno           | 115                    | Argentina              |
| 8                      | Melanie Parra          | 107                    | Messico                |
| 9                      | Ayah Elnady            | 99                     | Egitto                 |
| 10                     | Saowapha Soosuk        | 98                     | Thailandia             |